# Spurts: The Richard Hell Story
Spurts: The Richard Hell Story — альбом-сборник Ричарда Хэлла, вышедший в 2005 году, диск охватывает все этапы его карьеры и включает записи со всеми группами, в которым играл Хэлл. Сам Ричард назвал сборник «своим лучшим альбомом». Сборник посвящён памяти Роберта Куина, гитариста главной группы Хэлла The Voidoids, умершего в 2004 году.

## Об альбоме
Первые два трека на диске являются записями ранней группы Хэлла и Тома Верлена The Neon Boys (они выходили на EP в 1980 году). Третий трек — знаменитая первая запись песни «Chinese Rocks» с группой Джонни Сандерса The Heartbreakers. Также в сборник вошли треки с двух номерных альбомов Richard Hell & The Voidoids «Blank Generation» и «Destiny Street» (треки с которого ремастированы), а также их демо и сингловая версия песни «The Kid with the Replaceable Head», спродюсированная Ником Лоу. Представлены на диске и записи позднего проекта Роберта с музыкантами Sonic Youth Dim Stars. Песня «Oh» является единственным записанным The Voidoids треком во время реюниона в классическом составе в 2001 году. Также на альбом вошла редкая запись Хэлла с Television — концертное исполнение в клубе CBGB ранней версии главного хита Ричарда «Blank Generation».

## Список композиций
| №                   | Название                                     | Автор(ы)                                                       | Группа              | Длительность |
| ------------------- | -------------------------------------------- | -------------------------------------------------------------- | ------------------- | ------------ |
| 1.                  | «Love Comes In Spurts (Preliminary Version)» | Том Верлен, Ричард Хэлл                                        | Neon Boys           | 3:04         |
| 2.                  | «That's All I Know (Right Now)»              | Том Верлен, Ричард Хэлл                                        | Neon Boys           | 2:34         |
| 3.                  | «Chinese Rocks»                              | Ди Ди Рамон, Ричард Хэлл                                       | The Heartbreakers   | 2:41         |
| 4.                  | «Blank Generation»                           | Ричард Хэлл                                                    | The Voidoids        | 2:45         |
| 5.                  | «Liars Beware»                               | Айван Джулиан, Ричард Хэлл                                     | The Voidoids        | 2:53         |
| 6.                  | «Walking On The Water»                       | Том Фогерти, Джон Фогерти                                      | The Voidoids        | 2:26         |
| 7.                  | «Love Comes In Spurts»                       | Ричард Хэлл                                                    | The Voidoids        | 2:03         |
| 8.                  | «The Kid With The Replaceable Head»          | Ричард Хэлл                                                    | The Voidoids        | 2:21         |
| 9.                  | «Crack Of Dawn»                              | Ричард Хэлл                                                    | The Voidoids        | 2:11         |
| 10.                 | «Time»                                       | Ричард Хэлл                                                    | The Voidoids        | 3:05         |
| 11.                 | «Ignore That Door»                           | Айван Джулиан, Ричард Хэлл, Роберт Куин                        | The Voidoids        | 3:13         |
| 12.                 | «Lowest Common Dominator»                    | Ричард Хэлл                                                    | The Voidoids        | 2:23         |
| 13.                 | «Downtown At Dawn»                           | Ричард Хэлл                                                    | The Voidoids        | 4:09         |
| 14.                 | «Dim Star Theme»                             | Дон Флеминг, Ричард Хэлл, Стив Шелли, Тёрстон Мур              | Dim Stars           | 3:39         |
| 15.                 | «Baby Huey (Do You Wanna Dance?)»            | Дон Флеминг, Ричард Хэлл, Стив Шелли, Тёрстон Мур              | Dim Stars           | 2:33         |
| 16.                 | «Monkey»                                     | Дон Флеминг, Ричард Хэлл, Роберт Куин, Стив Шелли, Тёрстон Мур | Dim Stars           | 3:38         |
| 17.                 | «The Night Is Coming On»                     | Дон Флеминг, Ричард Хэлл, Стив Шелли, Тёрстон Мур              | Dim Stars           | 3:50         |
| 18.                 | «Oh»                                         | Ричард Хэлл                                                    | The Voidoids        | 4:11         |
| 19.                 | «She'll Be Coming (For Dennis Cooper)»       | Айван Джулиан, Ричард Хэлл                                     | Ричард Хэлл         | 4:11         |
| 20.                 | «Rip Off (кавер-версия T.Rex)»               | Марк Болан                                                     | Dim Stars           | 5:41         |
| 21.                 | «Blank Generation (Live 1974, CBGB)»         | Ричард Хэлл                                                    | Television          | 5:41         |
| Общая длительность: | Общая длительность:                          | Общая длительность:                                            | Общая длительность: | 66:19        |

## Участники записи
- Ричард Хэлл — вокал, бас-гитара (1—8,10—18,21)
- Билли Фикка — ударные (1,2,21)
- Том Верлен — гитара (1,2,21)
- Джерри Нолан — ударные (3)
- Джонни Сандерс — бэк-вокал, гитара (3)
- Уолтер Лур — гитара (3)
- Марк Бэлл — ударные (4—7,18)
- Айван Джулиан — гитара (4—10,18—19), бэк-вокал (4—7), бас-гитара (19)
- Роберт Куин — лид-гитара (4—13,16,18), бэк-вокал (4—7)
- Джерри Антониус — бас-гитара (8)
- Фрэнк Мауро — ударные (8)
- Ян Хавьер — бас-гитара (9—10)
- Джеймс Моррисон — ударные (9—10)
- Фрэд Махер — ударные (11—13)
- Наукс (Хуан Масиель) — гитара (11—13)
- Стив Шелли — ударные (14—17,20)
- Тёрстон Мур — гитара (14—17,20)
- Дон Флеминг — гитара (14—17,20)
- Джимми Ли — саз (19)
- Уильям Руис — перкуссия (19)
- Ричард Ллойд — гитара (21)